# Saint-Michel-sous-Bois
 Saint-Michel-sous-Bois  es una población y comuna francesa, situada en la región de Norte-Paso de Calais, departamento de Paso de Calais, en el distrito de Montreuil y cantón de Hucqueliers.

## Demografía
| 111 | 124 | 122 | 125 | 106 | 89 |
| Para los censos de 1962 a 1999 la población legal corresponde a la población sin duplicidades (Fuente: INSEE [Consultar]) |     |     |     |     |    |